# Мичич, Душан
Ду́шан Ми́чич (серб. Душан Мићић; 29 ноября 1984 года, Нови-Сад, Югославия) — сербский футболист, полузащитник.

## Карьера
Начинал карьеру в 2003 году в составе клуба «Младеновац». Большую часть своей карьеры провёл в клубах Сербии и стран входивших в Югославию. Наиболее стабильно играл за «Рудар» из Плевли и «Грбаль». В 2015 году сыграл один матч за бельгийский «Льерс». С января 2017 года в «Бунёдкоре». Двукратный обладатель кубка Черногории.